# 타인푸현
타인푸현(베트남어: Huyện Thạnh Phú / 縣盛富)은 베트남 벤째성에 속한 현이다.

## 지리
타인푸현은 민섬 끝에 있는 벤째성 남부에 위치하며, 지리적 위치는 다음과 같다.
- 서쪽은 모까이남현과 경계를 접한다.
- 북동쪽은 종쫌현과 바찌현과 자연 경계가 되는 함르엉강으로 경계를 나누고 있다.
- 남서쪽은 짜빈성과 자연 경계가 되는 꼬찌엔강으로 경계를 접한다.
- 남동쪽은 동해와 경계를 접한다.

타인푸현의 면적은 411km2이고, 해안선은 약 25km이다. 현의 수도는 57번 국도에 타인푸 시진이다. 벤째시의 남동쪽으로 약 45 km 떨어진 곳에 위치하며, 인구밀도는 상당히 낮아서 312명/km2에 이른다.
타인푸현은 함르엉강과 꼬찌엔강의 충적토에서는 수세기 동안에 걸쳐 지금까지 푸인푸 해변이 여전히 동해를 잠식한다.

## 행정 구역
타인푸현은 1시진(市鎭) 17사(社)를 관할한다.

### 시진
- 타인푸시진 (盛富市鎭, Thị trấn Thạnh Phú)

### 사
- 안디엔사 (安田社, Xã An Điền)
- 안년사 (安仁社, Xã An Nhơn)
- 안꾸이사 (安歸社, Xã An Quy)
- 안타인사 (安淸社, Xã An Thạnh)
- 안투언사 (安順社, Xã An Thuận)
- 빈타인사 (平盛社, Xã Bình Thạnh)
- 다이디엔사 (大田社, Xã Đại Điền)
- 자오타인사 (交盛社, Xã Giao Thạnh)
- 호아러이사 (和利社, Xã Hòa Lợi)
- 미안사 (美安社, Xã Mỹ An)
- 미흥사 (美興社, Xã Mỹ Hưng)
- 푸카인사 (富慶社, Xã Phú Khánh)
- 꾸어이디엔사 (貴田社, Xã Quới Điền)
- 떤퐁사 (新豐社, Xã Tân Phong)
- 타인하이사 (盛海社, Xã Thạnh Hải)
- 타인퐁사 (盛豐社, Xã Thạnh Phong)
- 터이타인사 (泰盛社, Xã Thới Thạnh)